# Andreaeobryum macrosporum
Andreaeobryum macrosporum är en bladmossart som beskrevs av Steere och B. M. Murray 1976. Andreaeobryum macrosporum ingår i släktet Andreaeobryum och familjen Andreaeobryaceae. Inga underarter finns listade i Catalogue of Life.